# Semiluna grigia
La semiluna grigia è la parte citoplasmatica centrale dell'uovo. Si forma quando l'embrione acquisisce un piano di simmetria.
In questa fase il citoplasma dell'uovo subisce dei movimenti rotazionali (dovuti alla presenza di microtubuli) durante i quali i granuli corticali e i pigmenti presenti nel citoplasma subiscono uno spostamento dal polo vegetativo verso il polo animale. Questo determina la formazione di una zona grigiastra chiamata semiluna grigia.